# Sachsenhausen-Süd
Sachsenhausen-Süd, Frankfurt-Sachsenhausen-Süd – 14. dzielnica (Stadtteil) miasta Frankfurt nad Menem, w Niemczech, w kraju związkowym Hesja. Należy do okręgu administracyjnego Süd.